# دويركات الحارث (المزيلات)
دويركات الحارث هو دُوَّار يقع بجماعة أمزيلات، إقليم الصويرة، جهة مراكش آسفي في المملكة المغربية. ينتمي الدوّار لمشيخة المزيلات التي تضم 8 دواوير. يقدر عدد سكانه بـ 370 نسمة حسب الإحصاء الرسمي للسكان والسكنى لسنة 2004.

## روابط خارجية
- البوابة الوطنية للجماعات الترابية نسخة محفوظة 12 مارس 2018 على موقع واي باك مشين.
- المندوبية السامية للتخطيط